# 圣安寺
圣安寺，又称圣安古寺，为湖南岳阳一座佛教寺院。

## 简介
该寺始建于唐朝初年，为高僧无姓所住，宰相杨炎常来往于该寺，后由京兆尹杨凭捐巨资兴建。先存唐朝柳宗元碑铭《碑阴记》，记载无姓法师生平。 